# Бокељска ноћ
Бокељска ноћ, или изворно Бокешка ноћ је традиционална свечаност која се одржава у Котору сваке године у другој половини августа. Ова јединствена манифестација, својеврсни маскенбал чамаца, спој је традиције и модерног приступа организовању манифестације на мору. Централни догађај је дефиле током кога окићени и осветљени, односно „маскирани” чамци (барке) плове у поворци которским акваторијумом. Ова манифестација има за циљ одржавање традиције којом се жели дочарати приморски живот и менталитет рибара, помораца и Бокеља. Манифестација има и такмичарски карактер и на крају дефилеа се бирају најлепше и најкреативније „маске”. Учесници се труде да, преко оригинално украшених чамаца, посетиоцима на шаљив и саркастичан начин пошаљу поруку о разним догађајима и појавама у друштву, граду, држави и слично. Бокељска ноћ завршава се свечаним ватрометом, концертом и забавом на трговима Старог града. Традиционалан обичај је и да се те ноћи осветле, односно да „плану” бедеми Старог града, тако да цела контура древног града буде означена и осветљена.
Својеврсна незванична химна ове свечаности је у Боки чувена песма „Бокељска ноћ”, коју је за ову манифестацију написала загребачка песникиња и професорка хрватског језика и књижевности Маја Перфиљева.
Бокељској ноћи сваке године присуствује око 30.000 посетилаца. Организатор је Културни центар Котора, под покровитељством Општине Котор и уз подрску Туристицке организације Котора, Министарства туризма, Националне туристичке организације и многобројних спонзора. По овој манифестацији је град Котор постао препознатљив и ван граница Црне Горе.
Манифестација Бокељска ноћ уписана је у Црној Гори на листу нематеријаног културног насљеђа које има статус добра.

## Историја
Бокељска ноћ почела је да се организује у 19. веку као Венецијанска ноћ, по узору на фестивал какав се тада одржавао у Венецији. Фестивал је покренуло Српско пјевачко друштво "Јединство" из Котора. Почетком 20. века преименована је у Бокељску ноћ. Манифестација је прекидана за време ратова, али се традиција ипак очувала све до данас.
Током историје посебно се памте две Бокељске ноћи. Прва је одржана 1936. године, када је на фешти био присутан енглески краљ Едвард VIII. Тада је део енглеске флота било укотвљен у тиватском делу залива и са бродова су рефлекторима осветљавани небо и околна брда.
Друга значајна „фешта” је одржана 1959. године и памти се као година када је са платоа некадашњег хотела „Славија”, који је срушен у разорном земљотресу 1979. године, Бокељску ноћ пратио Јосип Броз Тито. Приликом величанственог дочека тадашњег председника ФНРЈ град и околна брда „горели” су од светлости, јер су свуда биле упаљене свеће, на брдима, бедемима, мору и на сваком прозору. То је уједно и једина Бокељска ноћ одржана два пута у току године, јер је поновљена 6. септембра специјално за Тита. Према речима старих Которана, тада је у заливу била скоро цела флота Југословенске ратне морнарице, и то је била најблиставија Бокељска ноћ икад одржана.

## Опис манифестације
Барке које ће учествовати у дефилеу уређују се данима пре свечаности.
Централни догађај ове свечаности, или како је Которани зову фешта над фештама, је дефиле украшених и осветљених барки (чамаца). Маскиране барке у поворци крећу од рибарског насеља Муо у Котору, одакле плове морским путем од Котора до Доброте и назад. Барке су везане једна за другу, а вуку их вучни бродови. У дефилеу учествује више десетина барки. Овај дефиле понавља се три пута - три „ђира”. Барке полако крстаре дуж которске луке и уз обалу на којој су посматрачи, али и жири, који оцењује барке. После дефилеа и проглашења победника следи спектакуларни ватромет, који се испаљује са платформи на мору. Све је праћено песмом и музиком, а најчешће се чује чувена песма „Бокељска ноћ”, симбол ове манифестације. Цео програм траје око два сата, а затим следи забава на трговима, пјацама и пјацетама старог которског града, која траје до јутарњих часова.

## Песма Бокељске ноћи
Заштитни знак ове свечаности је песма „Бокељска ноћ”, коју је за ову манифестацију написала загребачка песникиња и професорка хрватског језика и књижевности Маја Перфиљева. Песма је касније представљала СФРЈ на Фестивалу „Златни кључ” у Братислави и одомаћила се међу становништвом.

## Социолошки утицај
Бокељска ноћ производ је колективног духа насталог у прошлости, који се временом прилагођавао или мењао, сходно потребама. Ова манифестација има за циљ одржавање традиције којом се показује приморски живот и менталитет рибара, помораца и Бокеља. Украшавањем чамаца учесници на шаљив и саркастичан начин, кроз симболе, хумор и пародију, шаљу поруку о разним догађајима и појавама у друштву, граду, држави и слично.